# میلائیفکا
شهر میلائیفکا (به روسی: Миколаївка) در استان دونتسک در کشور اوکراین واقع شده‌است. جمعیت این شهر ۱۶٬۶۲۰ نفر  است.

## نگارخانه

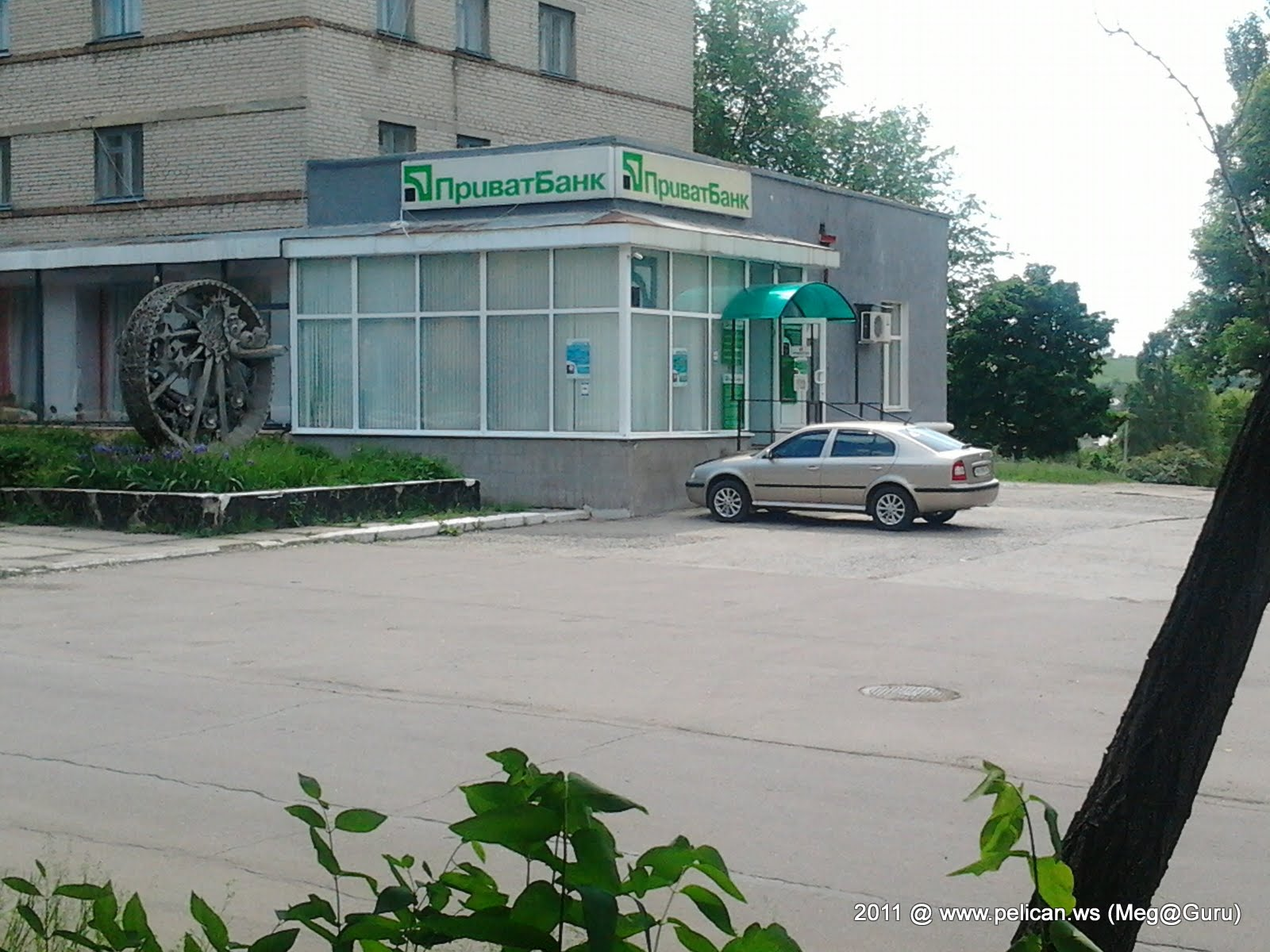
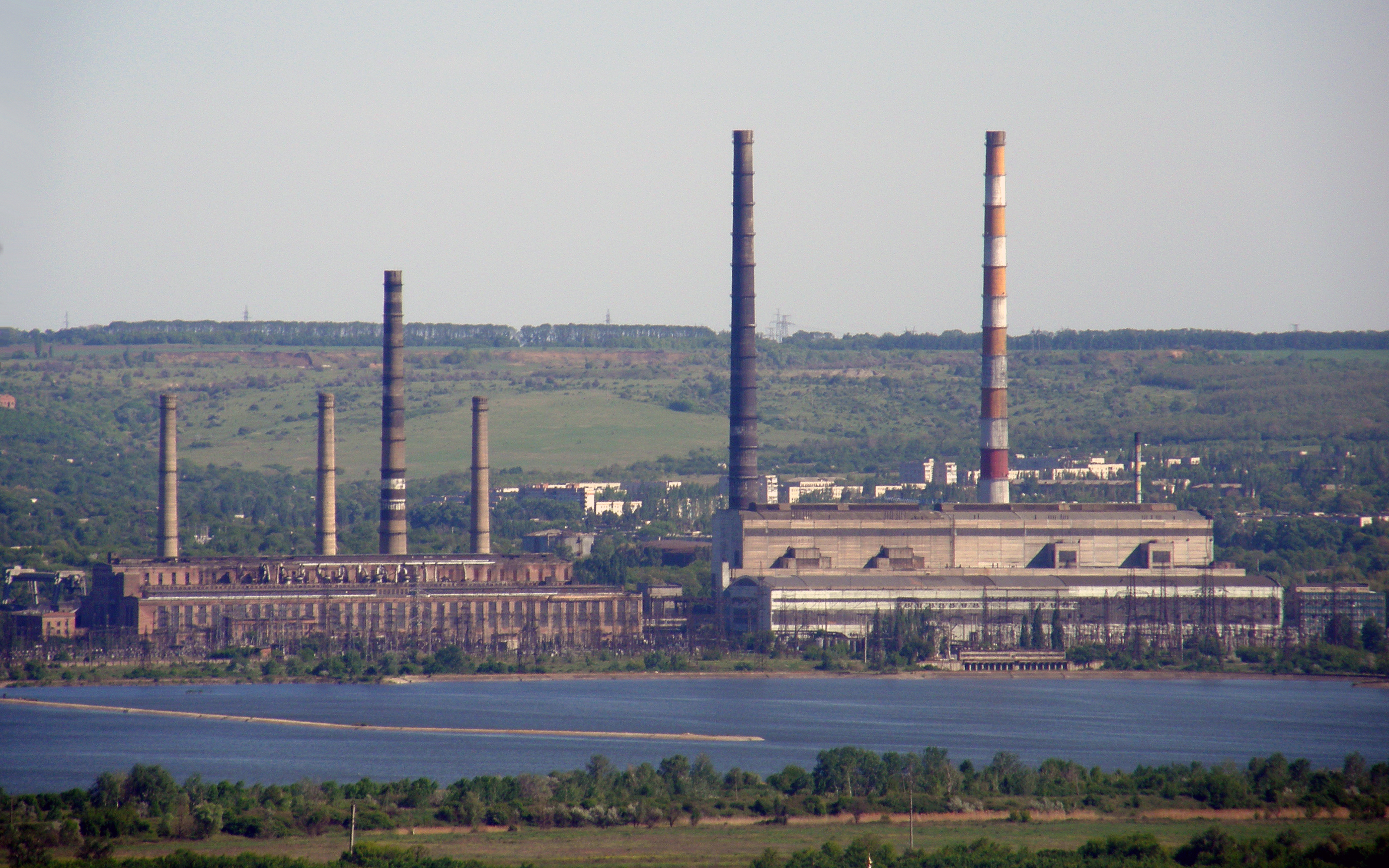